# Gregorio del Pilar (Ilocos Sur)
Gregorio del Pilar es un municipio de quinta categoría situado en la provincia de Ilocos Sur en Filipinas. Según el censo de 2000, cuenta con una población de 4.134 habitantes en 811 hogares.

## Barangays
Gregorio Del Pilar tiene 7 barangays.
- Alfonso (Tangaoan)
- Bussot
- Concepción
- Dapdappig
- Matue-Butarag
- Población Norte
- Población Sur